# Alfred Talandier
Pour les articles homonymes, voir Talandier.
Alfred Talandier est un homme politique français né le 7 septembre 1822 à Limoges (Haute-Vienne) et décédé le 4 mars 1890 à Paris.

## Biographie
Avocat à Limoges en 1844, il est avocat général à la cour d'Appel de Limoges en 1848. Révoqué par le gouvernement en 1849, il s'oppose au coup d’État du 2 décembre 1851 et doit s'exiler en Angleterre. Il ne rentre en France qu'après le 4 septembre 1870, et devient sous-préfet de Rochechouart. Révoqué par Thiers, il prend la tête d'un journal à Limoges. Il devient professeur d'anglais au lycée Henri-IV à Paris. Élu conseiller municipal de Paris en 1874, il siège avec les radicaux, ce qui lui vaut d'être révoqué de son poste de professeur. Il est député de la Seine de 1876 à 1885 et siège à l'extrême gauche.

## Sources
- « Alfred Talandier », dans Adolphe Robert et Gaston Cougny, Dictionnaire des parlementaires français, Edgar Bourloton, 1889-1891 [détail de l’édition]
- « Alfred Talandier », dans le Dictionnaire des parlementaires français (1889-1940), sous la direction de Jean Jolly, PUF, 1960 [détail de l’édition]